# Accident d'un Mi-8 à Chatoï en 2007
L'accident d'un Mi-8 à Chatoï en 2007 s'est produit le 27 avril, lorsqu'un hélicoptère militaire russe Mil Mi-8 transportant des troupes et des officiers des forces spéciales s'est écrasé en terrain montagneux dans le sud de la Tchétchénie, tuant les 20 personnes à bord.
Il s'agit de la plus grande perte de vie officiellement reconnue pour les troupes fédérales en Tchétchénie en 2007 et du pire désastre d'avion militaire russe depuis août 2002, lorsqu'un hélicoptère de transport lourd Mil Mi-26 rempli de troupes s'est écrasé dans un champ de mines après avoir été touché par un missile, tuant 127 soldats.

## Accident
L'hélicoptère écrasé faisait partie d'un groupe de trois hélicoptères de transport Mi-8 et de deux hélicoptères d'attaque Mil Mi-24 de l'armée de l'air russe qui ont décollé d'un héliport à l'est de la ville de Goudermes. Il transportait 15 commandos de reconnaissance de la brigade GRU Spetsnaz de l'oblast de Rostov et deux officiers militaires russes de haut rang de la principale base militaire russe de Khankala en Tchétchénie.
Les responsables russes ont initialement affirmé que l'hélicoptère avait été abattu par des tirs d'armes légères des séparatistes tchétchènes. Les autorités tchétchènes ont cité un problème mécanique comme cause de l'accident[réf. nécessaire]. Une commission spéciale chargée d'enquêter sur l'accident a finalement déterminé que la cause la plus probable était une erreur humaine.

## Contexte
Les deux officiers à bord en tant que passagers — un lieutenant-colonel et un major — devaient servir d'officiers de liaison auprès des troupes tchétchène qui, selon des sources fédérales, avaient repéré un groupe comprenant jusqu'à 15 séparatistes tchétchènes près du village méridional de Chatoï. Ces Tchétchènes alliés auraient demandé une aide fédérale et un soutien aérien. Selon le récit séparatiste, les troupes pro-russes auraient été prises dans une embuscade tendue par des combattants séparatistes qui leur auraient infligé de lourdes pertes.
Le 28 avril 2007, des responsables russes ont affirmé qu'au moins trois rebelles avaient été tués lors d'une opération terrestre près du lieu du crash[réf. nécessaire]. Les médias russes ont quant à eux rapporté que cinq soldats, dont deux militaires du ministère russe de l'Intérieur, étaient morts dans les combats. Dans le même temps, les séparatistes, apparemment dirigés par Dokka Oumarov et Ramzan Salouïev, ont affirmé avoir tué 30 à 50 soldats au sol et 20 à 30 soldats aéroportés, alors qu'ils ont déclaré avoir perdu deux combattants tués et plusieurs blessés.